# Volt (scrittore)
, pseudonimo di Vincenzo Fani Ciotti (Viterbo, 27 luglio 1888 – Bressanone, 22 luglio 1927), è stato un poeta, scrittore e giornalista italiano.

## Biografia
Nacque dalla contessa Maria Martuzzi e dal conte Fabio Fani Ciotti, patrizio romano e fratello minore di Mario Fani, il fondatore della Società Cattolica della Gioventù italiana (poi Azione Cattolica). Educato presso il collegio gesuita di Villa Mondragone, si laureò successivamente a Roma in filosofia del diritto con una tesi su La concezione realistica dello Stato. Intorno al 1906 si trasferì a Vignola, presso i parenti materni. Lì iniziò a collaborare come articolista per L'Eco del Panaro e per l'organo di stampa della Lega Democratica Nazionale di don Romolo Murri, L'Azione Democratica.
Rimasto inizialmente nel movimento democratico-cristiano anche dopo la scomunica di Murri da parte di Papa Pio X, Vincenzo Fani Ciotti se ne distaccò nel 1911, per aderire all'Associazione Nazionalista Italiana, da poco fondata, andando a schierarsi con la tendenza imperialista di Enrico Corradini e divenendo uno dei dirigenti della componente giovanile romana. Benché avesse contribuito alla campagna interventista sul periodico L'Idea Nazionale, non poté partecipare alle azioni belliche dell'Italia nella prima guerra mondiale, a causa della tubercolosi diagnosticata nel 1912. Laureatosi in Giurisprudenza presso l'Università degli Studi di Roma "La Sapienza", vinse un concorso per addetto consolare e fu destinato al Consolato di S.M. il Re d'Italia nelle Alpi Marittime, a Nizza.
Nel 1916, sulla spiaggia di Viareggio, conobbe Filippo Tommaso Marinetti, aderendo al Futurismo e dando alle stampe in quello stesso anno Archi voltaici. Parole in libertà e sintesi teatrali, dal cui titolo trasse il nome d'arte Volt. Anche per via di quell'opera fu annoverato tra i creatori del Teatro sintetico. Entrato a far parte della fiorentina "pattuglia azzurra" legata a L'Italia futurista, si dedicò alla stesura di manifesti dedicati all'"architettura dinamica", come La casa futurista (1917) e Del funambolismo obbligatorio o Aboliamo i piani delle case (1918) - probabile ispirazione per Virgilio Marchi - e alla moda, come il Manifesto della moda femminile futurista (1920). Particolarmente attratto dall'applicazione politica e sociale dei progetti del futurismo, al punto da essere definito da Marinetti "il futurista politico", divenne tra i collaboratori di Roma Futurista, organo del Partito Politico Futurista, sulle cui pagine auspicò sia l'abolizione del matrimonio e l'avvento dell'amore libero sia la creazione dello "Stato futurista", attraverso la sostituzione del Senato con un "Consiglio dei giovani" composto da un ristretto numero di cittadini non ancora trentenni eletto annualmente. Sul piano letterario, invece, ispirato dalle tesi conflittualiste di Ludwig Gumplowicz e dall'elitismo di Vilfredo Pareto, iniziò la stesura del romanzo La fine del mondo (pubblicato nel 1921), nel quale le dinamiche nazionali e internazionali della contemporaneità - dalla grande guerra alla Impresa di Fiume - erano reinterpretate in un'ottica fantascientifica che prendeva spunto dalle opere di Vladimir Sergeevič Solov'ëv, da Il padrone del mondo di Robert Hugh Benson e da La stella rossa di Aleksandr Aleksandrovič Bogdanov.
Alla fondazione dei Fasci italiani di combattimento, si avvicinò al fascismo, pur senza essere tesserato né fuoriuscire dal futurismo, venendo ricordato da Mussolini tra i "segni di prefascismo spirituale attivo e operante" e i campioni della "cultura della rivoluzione". Divenuto collaboratore di Il Popolo d'Italia, aveva aderito alla corrente neo-monarchica raccolta attorno alla breve esperienza del settimanale "Il Principe" di Mario Carli ed Emilio Settimelli. Con loro, già suoi sodali nella militanza futurista, condivise poi la fondazione del quotidiano L'Impero, distintosi per le prese di posizione particolarmente intransigenti. Negli interventi pubblicati anche su Critica fascista di Giuseppe Bottai, su Gerarchia, il mensile teorico di Mussolini, e su La Conquista dello Stato di Curzio Malaparte, Volt si fece teorico dell'anima di "estrema destra" del fascismo. Prerogativa di tale tendenza era una riforma istituzionale che, richiamandosi anche al ritorno allo Statuto propugnato da Sidney Sonnino, al "nazionalismo integrale" di Charles Maurras e a Teoria e pratica della reazione politica di Giuseppe Rensi, conferisse le prerogative acquisite dal Parlamento al Re d'Italia, coadiuvato da un'aristocrazia senatoriale ereditaria di nomina regia, in rappresentanza degli ambiti politici, militari ed economici.
Contemporaneamente, Volt fu promotore del superamento della questione romana, suggerendo già nella primavera del 1922 la nascita di un piccolo Stato Vaticano, sancita nel 1929 con i Patti Lateranensi. Aderendo alla teoria del diritto divino e alle proposizioni del Sillabo di Papa Pio IX, si impegnò in numerose polemiche pubbliche con gli esponenti dell'idealismo, come Camillo Pellizzi, accusati di relativismo e di inclinazioni liberali, con Malaparte e il movimento Strapaese, ai quale contestò invece il provincialismo e le incoerenze con cui difendevano l'istanza, che pure egli condivideva, di una nuova controriforma.
Basandosi sui princìpi della sua destra fascista, monarchica e cattolica, Volt si dedicò alla revisione dei capisaldi architettonici del futurismo, anche allo scopo di porlo in concorrenza con altre correnti artistiche (ad esempio il Novecento) che lo avevano ormai messo in ombra. Ne nacque la proposta del "futurismo reazionario" - l'unione tra le tecniche e i materiali moderni, lo stile dell'architettura romanica e il "dinamismo della decorazione futurista" - da applicarsi in modo particolare agli edifici istituzionali ed ecclesiastici, in anticipo sulle riflessioni marinettiane riguardanti l'arte sacra
Vincenzo Fani Ciotti, ancora gravemente affetto dalla tubercolosi, morì a 39 anni in un sanatorio di Bressanone.

## Opere
- Archi voltaici: parole in libertà e sintesi teatrali, Milano, Edizioni futuriste di "Poesia", 1916.
- La fine del mondo: romanzo, Milano, Modernissima, 1921.
- Programma della destra fascista, Firenze, La voce, 1923.
- Dal partito allo Stato, Brescia, Vittorio Gatti, 1930.